# Черен петък
Вижте пояснителната страница за други значения на Черен петък.
Черен петък (на английски: Black Friday) в съвременната битова култура на САЩ е денят след Деня на благодарността, който е възприет за начало на коледния пазар.
На този ден обикновено се предлага намаление на цените на стоките и чувствителните към изгодата американци започват лудо пазаруване. Много работодатели отчитат интереса на своите подчинени и дават свободен ден на служителите във фирмата. В Черния петък магазините отварят много рано – около 5 сутринта, а някои най-големи търговски вериги – даже в полунощ.
Интересът на потребителите към Черния петък постоянно нараства, което личи от класацията на 10-те дни в годината с най-големи продажби:
- между 1993 и 2001 г. денят е заемал между 5-о и 10-о място;
- през 2002 и 2004 г. този ден е на второ място;
- през 2003 и 2005 г. – денят е на първо място по продажби.

Терминът „Черен петък“ за пръв път се появява във Филаделфия в началото на 1960-те години. С него служители на местната полиция са наричали петъка след Деня на благодарността заради големите задръствания по пътищата.
Няколко неправителствени организации считат за изключително вреден стреса през този ден. Ето защо през 1997 г. тези организации призовават американците денят да се превърне в Ден без покупки.